# Frontenac (métro de Montréal)
Pour les articles homonymes, voir Frontenac.

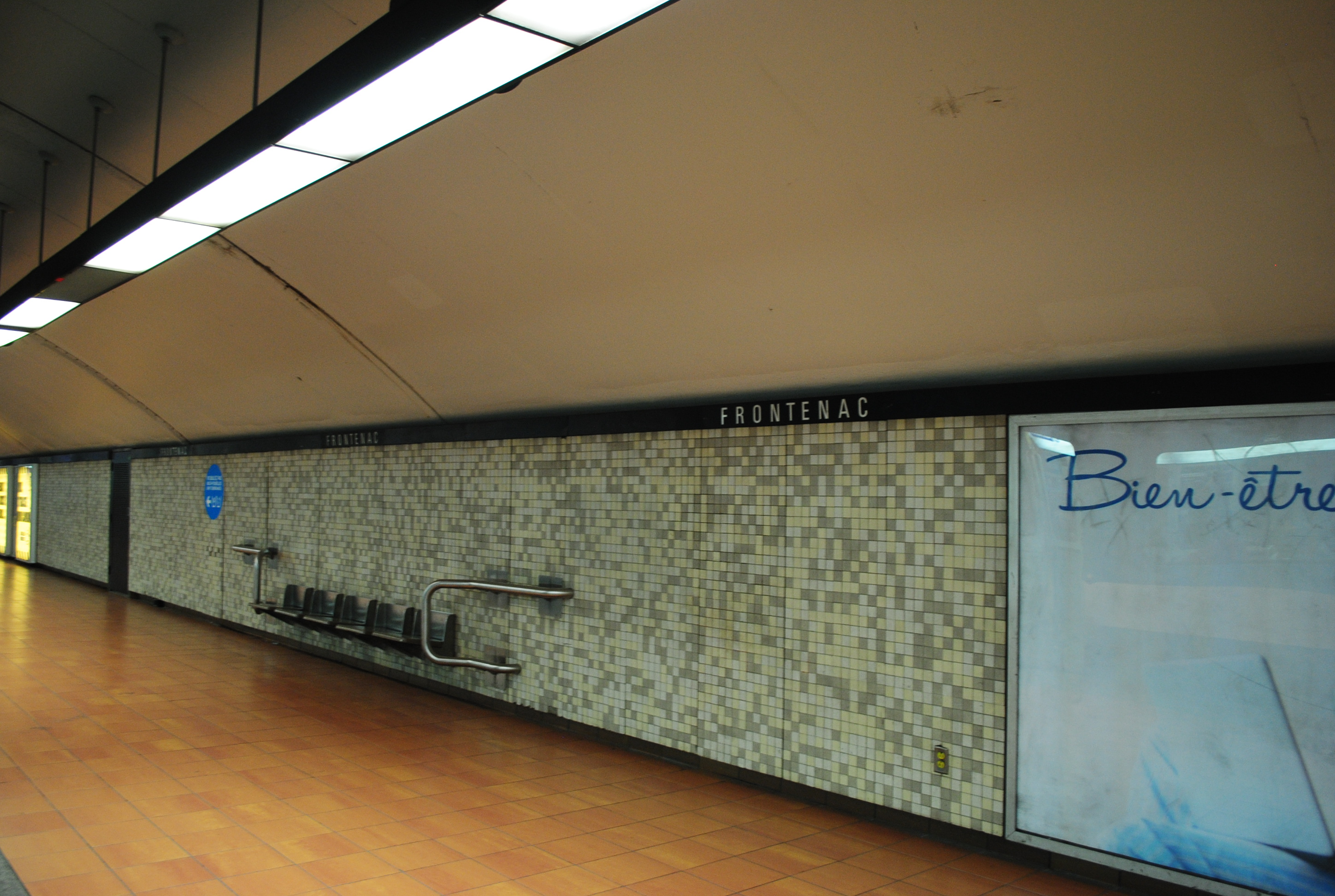
Mur de la station Frontenac

Frontenac est une station sur la ligne verte du métro de Montréal située dans le quartier Centre-Sud de l'arrondissement Ville-Marie. Elle fait partie du réseau d'origine. La station fut inaugurée le 19 décembre 1966 et elle a été le terminus est de la ligne verte jusqu'en 1976.

## Origine du nom, histoire et références dans la culture populaire
La station ouvrit en décembre 1966 et elle est le terminus de la ligne verte jusqu'en avril 1976. Elle a été baptisée en l'honneur de Louis de Buade, comte de Frontenac, gouverneur de la Nouvelle-France. Construite sur le lit d'une ancienne rivière souterraine, la station souffre de nombreuses infiltration d'eau ce qui crée des salissures sur le plafond, le sol et les murs. Elle ne comporte aucune œuvre d'art. Sur les plans originaux de 1964, la station devait s'appeler Ontario, la rue qui se trouve à la sortie de la station.
Métro Frontenac est le nom d'un recueil de poèmes par Tommy Height publié chez Hurlantes éditrices en 2021.

## Lignes d'autobus
| Numéros | Noms                             | Service |
| ------- | -------------------------------- | ------- |
| 85      | Hochelaga                        | De Jour |
| 94      | D'Iberville                      | De Jour |
| 125     | Ontario                          | De Jour |
| 185     | Sherbrooke                       | De Jour |
| 350     | Verdun/LaSalle                   | De Nuit |
| 353     | Lacordaire/Maurice-Duplessis     | De Nuit |
| 355     | Pie-IX                           | De Nuit |
| 356     | Lachine/YUL-Aéroport/Des Sources | De Nuit |
| 357     | Saint-Michel                     | De Nuit |
| 358     | Sainte-Catherine                 | De Nuit |
| 360     | Avenue des Pins                  | De Nuit |
| 362     | Hochelaga/Notre-Dame             | De Nuit |
| 364     | Sherbrooke/Joseph-Renaud         | De Nuit |
| 368     | Avenue-du-Mont-Royal             | De Nuit |

## Édicules
- 2570, rue Ontario Est

Cet édicule comporte deux sorties. Une vers les rues Ontario et Frontenac et l'autre vers les rues du Havre et Ontario.

## Principales intersections à proximité
- rue Frontenac / rue Ontario Est

## Centres d'intérêt à proximité
- Tours Frontenac
- Place Frontenac
- Maison de la culture Frontenac
- École Gédéon-Ouimet
- École Jean-Baptiste-Meilleur
- École St-Anselme
- Parc et Jardins communautaires Médéric-Martin
- Polyvalente Pierre-Dupuy

## Criminalité
Le 7 février 2017, a eu lieu une fusillade à la place Frontenac, tout près de la station. Le suspect voulait dévaliser la caisse d'une tabagie. Il a ouvert le feu et la caissière a été atteinte à la mâchoire. Cependant, les médecins ne craignent pas pour sa vie.